# Rover 800-serie
Rover 800-serien blev introduceret af Rover i oktober 1986 og omfattede to karrosserivarianter, en firedørs sedan og en femdørs combi coupé, og senere også en todørs coupé. Bilen tilhørte den øvre mellemklasse.
Bilerne fra den indtil efteråret 1991 producerede første serie blev også solgt under et for USA specielt grundlagt mærke: Sterling Motor Cars, som reintroducerede Rover i USA. Bilerne blev solgt adskilt fra Range Rover af A.R.C.O.N.A. (Austin-Rover-Corporation of North America), et for reintroduktion af Rover-biler i Nordamerika grundlagt distributionsselskab i Miami. Denne distributionsform blev på grund af lave salgstal kun praktiseret frem til 1990.
Coupémodellen blev introduceret i sommeren 1992 kort efter introduktionen af den anden serie, men blev dog ikke solgt på sit oprindelige målmarked.

## Udvikling

### Partnerskab med Honda
Rover 800-serien var tænkt som efterfølger for Rover SD1, som var oppe i årene. Bilen blev i de tidlige 1980'ere udviklet i samarbejde med Honda under den interne kode "XX". Den tilsvarende Honda-model hed Legend og blev internt betegnet "HX". Fælles for begge biler var platformen og karrosseristrukturen, undervognen, akslerne, gearkassen og V6-motorerne. Gearkassen i de firecylindrede Rover 820-modeller var også udviklet af Honda og blev bygget i England sammen med gearkasserne til 825/827 og Honda Legend. 2-liters motorerne i Rover var bygget af Rover selv og var videreudviklinger af ældre byggeserier. Rover 800-serien blev ligesom den første generation af Honda Legend til det europæiske marked bygget i den tidligere Morris-fabrik i Cowley ved Oxford. Til det asiatiske marked byggede Honda Rover 800-serien i Japan.
Bilen var i teknisk hensigt mere komplekst bygget end forgængeren. Basismodellen havde en 2,0-liters 16-ventilet motor fra den robuste O-serie fra British Leyland, benævnt M-serien. Bilerne blev i England solgt som 820e med monopoint-indsprøjtning og 88 kW (120 hk) og som 820i med multipoint-indsprøjtning og 98 kW (133 hk).
Topmodellen Rover 825 havde en af Honda i Japan bygget V6-motor med 2,5 liters slagvolume og 24 ventiler. Den blev i 1988 boret op til 2,7 liter for at udligne en bestående mangel på drejningsmoment ved lave omdrejningstal. De oprindelige versioner med katalysator på 2,5 liter havde 110 kW (150 hk), mens 2,7-liters versionen havde 124 kW (169 hk). Modellerne uden katalysator havde 122 kW (166 hk) med automatisk og 127 kW (173 hk) med manuel gearkasse.
En dieselmotor på 2.499 cm³ med 87 kW (118 hk) blev i 1990 leveret af VM Motori. Motoren fandtes også i andre bilmodeller, som f.eks. Jeep Cherokee og Range Rover.
Sterling-modellen på det amerikanske marked fandtes kun med V6-motor; i Europa var modellerne med tilnavnet Sterling de bedst udstyrede. I den anden serie fra 1992 kom T-serie motoren til indsats, som havde været på markedet siden 1990, og som med turbolader ydede 147 kW (200 hk). I England blev den solgt som Vitesse og i resten af Europa som 820 ti.
Rover 800-seriens køreegenskaber var præget af forhjulsophænget med dobbelte tværlænker, så bilen i forhold til andre biler i den øvre mellemklasse havde en indskærænket, for sportslig kørekomfort.

### Første facelift (1991)
I oktober 1991 blev 800-serien grundlæggende modificeret under kodenavnet "R17", hvor den fik en mere traditionel Rover-kølergrill som mindede om Rover-modeller fra 1950'erne og 1960'erne, og en rundere karrosseriform. Faceliftet berørte også motorhjelmen, stødstængerne, baglygterne og de bageste sidedele. Den tredje siderude blev også forstørret og blev højere. Foran og bag fik bilen nye stødstænger og nye hjulkapsler. Også forskærmene blev modificeret.
I kabinen blev instrumentbrættet modificeret.
Fra 1994 kunne modellen også fås med passagerairbag, og sæderne blev redesignet. Samtidig kom også en sportslig kabineudrustning med Recaro-sæder.

### 800 Coupé
I august 1992 introduceredes den todørs coupéversion af Rover 800-serien.
Oprindeligt blev den udviklet sammen med forgængermodellen til det amerikanske marked, debuterede den først med stilen fra anden serie. Den blev bygget som nichemodel i begrænset oplag og solgt som Rovers topmodel. 80 procent af coupéerne blev bygget i hånden.
Modellen fandtes med 2,0-litersmotorer med 100 kW (136 hk) uden og 147 kW (200 hk) med turbolader, samt 2,7-liters V6-motor fra Honda Legend.

### Andet facelift (1996)
Det i april 1996 gennemførte andet facelift medførte kun små forandringer udvendigt på bilen; den væsentligste forskel var sidelister foran på alle modeller (undtagen Coupé), som var lakeret i bilens farve, og modificerede hjulophæng. Standardudstyret blev, på nær i basismodellen "i", udvidet med automatisk klimaanlæg, startspærre, passagerairbag og 6 CD-skifter.
Samtidig introduceredes Rovers KV6-motor på 2,5 liter med 129 kW (175 hk). Motoren var opstået ved en forstørrelse med to cylindre af Rovers K-serie motor. Den nye topmotor var 14 procent mere sparsom end Honda-motoren og havde mere drejningsmoment ved lave omdrejningstal. Disse motorer blev bygget i hånden, da bilen kun blev bygget i lave styktal og kun et lavt antal var forsynet med KV6-motoren.
I februar 1999 blev modellen afløst af Rover 75.

## Modeldata
I modsætning til andre fabrikanter, som benyttede tal i deres modelbetegnelser, fandtes der hos Rover ingen vedblivende logik i modelbetegnelserne. På de i samarbejde med Honda byggede biler (1989−1995) blev modeltyperne ligesom hos BMW eller Volvo benævnt med en generelt modeltal som første ciffer og derefter angivelse af slagvolumet. I tilfældet Rover 800-serien står "8" for 800-serien og de to efterfølgende tal for slagvolumet. Så en Rover 820 har altså et slagvolume på 2 liter.
- 820 − 4-cylindret 8-ventilet motor med karburator
- 820 e − 4-cylindret 16-ventilet motor med monopoint-indsprøjtning
- 820 i − 4-cylindret 16-ventilet motor med multipoint-indsprøjtning
- 825 i − 6-cylindret motor før 1989
- 827 i − 6-cylindret motor efter 1989 og USA-modeller

Efter R17-faceliftet i 1992 blev betegnelserne forenklet:
- 820 i − 4-cylindret 16-ventilet motor med multipoint-indsprøjtning
- 825 D − 4-cylindret dieselmotor
- 827 i − 6-cylindret Honda-motor

Efter 1996 var der ingen betegnelser af slagvolumet, og alle modellerne hed nu blot "Rover 800".
Disse betegnelser indeholdt inden ekstra bogstaver som betegnede udstyrsniveauet, ligesom de foregående kombinationer med "S" og "L", som f.eks. "825 SD" og senere "825 SDi".

### Tekniske specifikationer
| Model                | Cylindre | Ventiler | Slagvolume cm³ | Max. effekt kW (hk) / omdr. | Max. drejningsmoment Nm / omdr. | 0-100 km/t sek. | Topfart km/t | Byggeår     |
| -------------------- | -------- | -------- | -------------- | --------------------------- | ------------------------------- | --------------- | ------------ | ----------- |
| Benzinmotorer        |          |          |                |                             |                                 |                 |              |             |
| 820                  | 4        | 8        | 1994           | 75 (102)                    |                                 |                 |              | 1988 − 1991 |
| 820 e                | 4        | 16       | 1994           | 88 (120) / 5600             | 159 / 3500                      |                 |              | 1986 − 1992 |
| 820 i                | 4        | 16       | 1994           | 103 (140) / 6000            | 178 / 4500                      |                 | 206          | 1986 − 1992 |
| 820 i                | 4        | 16       | 1994           | 100 (136) / 6000            | 185 / 2500                      | 9,9             | 203          | 1992 − 1999 |
| 820 ti               | 4        | 16       | 1994           | 132 (180) / 6100            | 216 / 2000                      | 8,8             | 223          | 1993 − 1994 |
| 820 ti               | 4        | 16       | 1994           | 147 (200) / 6000            | 239 / 2100                      |                 | 230          | 1995 − 1999 |
| 825 Si/Sterling      | 6        | 24       | 2494           | 127 (173) / 6000            | 217 / 5000                      | 8,3             | 214          | 1986 − 1988 |
| 825 Si               | 6        | 24       | 2497           | 129 (175) / 6500            | 240 / 4000                      | 10,0            | 210          | 1996 − 1999 |
| 827 Si/SC            | 6        | 24       | 2675           | 124 (169) / 5900            | 225 / 4500                      |                 | 218          | 1992 − 1995 |
| 827 Sterling/Vitesse | 6        | 24       | 2675           | 130 (177) / 6000            | 227 / 4500                      |                 | 221          | 1988 − 1992 |
| Dieselmotorer        |          |          |                |                             |                                 |                 |              |             |
| 825 D                | 4        | 8        | 2499           | 87 (118) / 4200             | 268 / 2100                      | 11,7            | 202          | 1990 − 1999 |